# Alena Vrzáňová
Alena Vrzáňová, appelée aussi Ája Vrzáňová, née le 16 mai 1931 à Prague et morte le 30 juillet 2015 dans le quartier de Manhattan à New York, est une patineuse artistique tchèque.

## Biographie

### Carrière sportive
Patinant à son époque sous les couleurs de la Tchécoslovaquie, elle est double championne du monde en 1949 et 1950 et championne d'Europe en 1950, avant de s'exiler aux États-Unis pour échapper aux persécutions du régime communiste dont sont victimes ses parents.

### Reconversion
Elle devient une vedette de spectacles itinérants américains comme Ice Capades, sous le pseudonyme d'Aja Zanova. Elle est aussi consultante et juge en patinage artistique.

## Palmarès
| Compétitions                    | 1947 | 1948 | 1949 | 1950 |
| Jeux olympiques                 |      | 5e   |      |      |
| Championnats du monde           | 7e   | 5e   | 1re  | 1re  |
| Championnats d'Europe           | 6e   | 3e   | 2e   | 1re  |
| Championnats de Tchécoslovaquie | 1re  | 1re  | 1re  | 1re  |